# Beautiful Now
"Beautiful Now" é uma canção do músico e DJ alemão Zedd, com vocais do cantor americano Jon Bellion. É a terceira faixa e o segundo single de seu segundo álbum de estúdio, True Colors. Foi escrito por Zedd, Bellion, Antonina Armato, David Jost, Tim James e Desmond Child. A canção foi lançada em 13 de maio de 2015. A música foi comercialmente bem-sucedida e foi destaque em várias paradas de música em todo o mundo.
Um videoclipe para a canção, dirigido por Jonathan Desbiens, foi lançado em 11 de junho de 2015.

## Faixas e formatos
| CD single e download digital |                                   |         |  |
| N.º                          | Título                            | Duração |  |
| 1.                           | "Beautiful Now" (com Jon Bellion) | 3:38    |  |

| Download digital (Remixes EP) |                                        |         |  |
| N.º                           | Título                                 | Duração |  |
| 1.                            | "Beautiful Now" (Zonderling Remix)     | 3:55    |  |
| 2.                            | "Beautiful Now" (Marshmello Remix)     | 3:15    |  |
| 3.                            | "Beautiful Now" (KDrew Remix)          | 4:00    |  |
| 4.                            | "Beautiful Now" (Dirty South Remix)    | 3:19    |  |
| 5.                            | "Beautiful Now" (Charlie Darker Remix) | 4:15    |  |

## Desempenho nas tabelas musicais
| Tabelas musicais (2015)                           | Melhor posição |
| ------------------------------------------------- | -------------- |
| Bélgica (Ultratip Bubbling Under da Valônia)      | 17             |
| Bélgica (Ultratip Bubbling Under de Flandres)     | 33             |
| Bélgica Dance (Ultratop Flanders)                 | 27             |
| Bélgica Dance (Ultratop Wallonia)                 | 32             |
| Canadá (Canadian Hot 100)                         | 61             |
| Estados Unidos (Billboard Dance/Mix Show Airplay) | 3              |
| Estados Unidos (Billboard Hot 100)                | 64             |
| Estados Unidos (Billboard Dance Club Songs)       | 1              |
| Estados Unidos (Billboard Dance/Electronic Songs) | 5              |
| Estados Unidos (Billboard Mainstream Top 40)      | 15             |
| França (SNEP)                                     | 190            |
| Japão (Japan Hot 100)                             | 55             |
| Líbano (Lebanese Top 20)                          | 5              |
| Países Baixos (Single Top 100)                    | 91             |
| Países Baixos Dance (Dance Top 30)                | 24             |
| Polónia (Polish Airplay Top 100)                  | 11             |

## Certificações
| País                  | Certificação | Vendas    |
| --------------------- | ------------ | --------- |
| Itália (FIMI)         | Ouro         | 25.000    |
| Polónia (ZPAV)        | Platina      | 20.000    |
| Estados Unidos (RIAA) | Platina      | 1.000.000 |